# Nadine Ernsting Krienke
Nadine Ernsting Krienke (Telgte, 5 de febrero de 1974) es una exjugadora alemana de hockey sobre césped.

## Trayectoria
Ernsting Krienke tuvo su debut olímpico, a los 18 años, en Barcelona 1992. Llegó a la final del torneo, pero cayó ante la selección anfitriona y consiguió la medalla plata. En Atenas 2004 derrotó en la final a Países Bajos y obtuvo la primera medalla de oro de la selección alemana.